# Arlington House

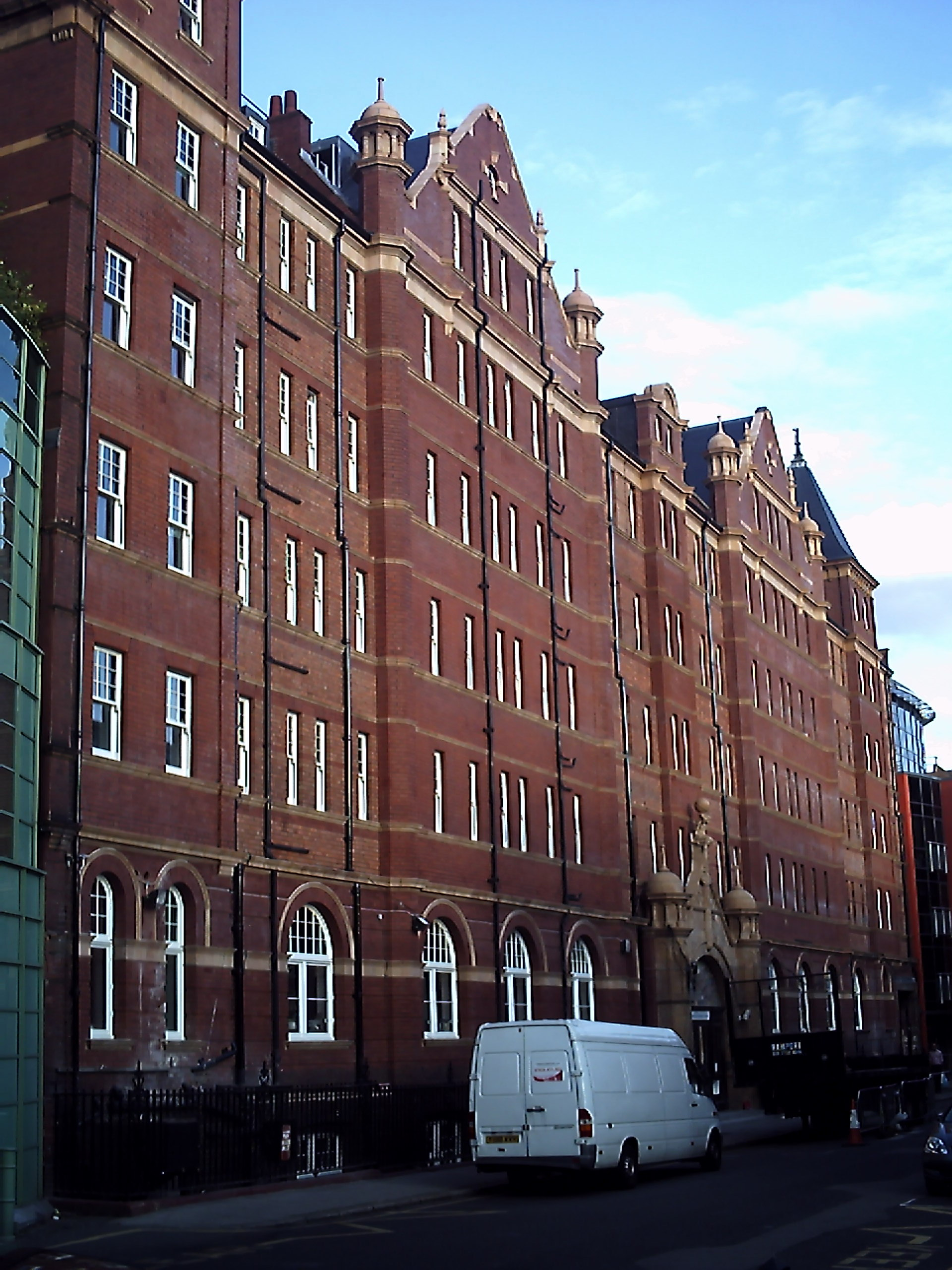
Arlington House

Voor Arlington House in Virginia zie Arlington National Cemetery
Arlington House is een opvanghuis voor daklozen in de Londense wijk Camden Town. Het werd geopend in 1905 als de laatste en grootste van het Rowton House-keten en wist als enige z'n oorspronkelijke functie te behouden. 
De schrijvers Brendan Behan en George Orwell verbleven enige tijd in Arlington House; laatstgenoemde deed er inspiratie op voor het licht-autobiografische Aan de grond in Parijs en Londen. De popgroep Madness nam er in 1984 een videoclip op voor hun single One Better Day, een nummer over twee daklozen met de openingszin "Arlington House, address no fixed abode". 
Arlington House werd via overname door de gemeenteraad geprivatiseerd en in de jaren 00 aan de One Housing Group geschonken voor ingrijpende renovatie. Op 10 juni 2010 werd Arlington House heropend door de toenmalige burgemeester Boris Johnson. Sindsdien hebben diverse bekende Britten er een kijkje genomen.
In 2011 verscheen de door Enda Hughes geregisseerde documentaire Men of Arlington over de successen en tegenslagen van de Ierse immigranten in Londen.